# نيل أوكونور
نيل أوكونور (بالإنجليزية: Neil O'Connor)‏ هو عالم نفس أسترالي، ولد في 1917 في كالغورلي في أستراليا، وتوفي في 1997.